# 重劍
重劍（法語：Épée；英語 發音： /ˈɛpeɪ/或/ˈeɪpeɪ/、法語發音：[epe]），又稱锐剑，是擊劍的項目之一。
现代重剑起源于19世纪的，是法式宮廷劍的衍生物。重剑和花剑一样是一种击刺型武器（与佩剑可劈可刺不同），但是有着更为刚硬的剑身，横截面为三角形并有一个V型槽（称为fuller），护手盘也较大。由于对优先权没有作规定，其技术及打法也有所不同。

## 背景
现代击剑运动分为三项——花剑、重剑和佩剑（各自独立），重剑是唯一一个将全身作为有效区域的击剑项目，正因如此，一个优秀的重剑选手能够预料对手的动作，并在适当时机发起进攻。

## 裝備規格
重劍用剑全長110厘米，重量不超770克；劍身長90厘米，橫斷面近似三角形，重劍的劍身較硬而不易彎曲，鐘形的護手盤較大。

## 競賽規則

銳劍的得分範圍：全身。

重劍的得分方法是用劍尖刺中對方全身任何部份，劍身横擊无效。有效部位包括躯干、四肢及面罩（Mask）。
另外，重劍沒有優先權規限，每次击中都有效。若雙方在40毫秒（1/25秒）內相互擊中對方，便可以同時獲得一分，电子裁判器會同时显示红色和绿色信号（擊中有效部位）。